# St. Marien (Oberhausen)

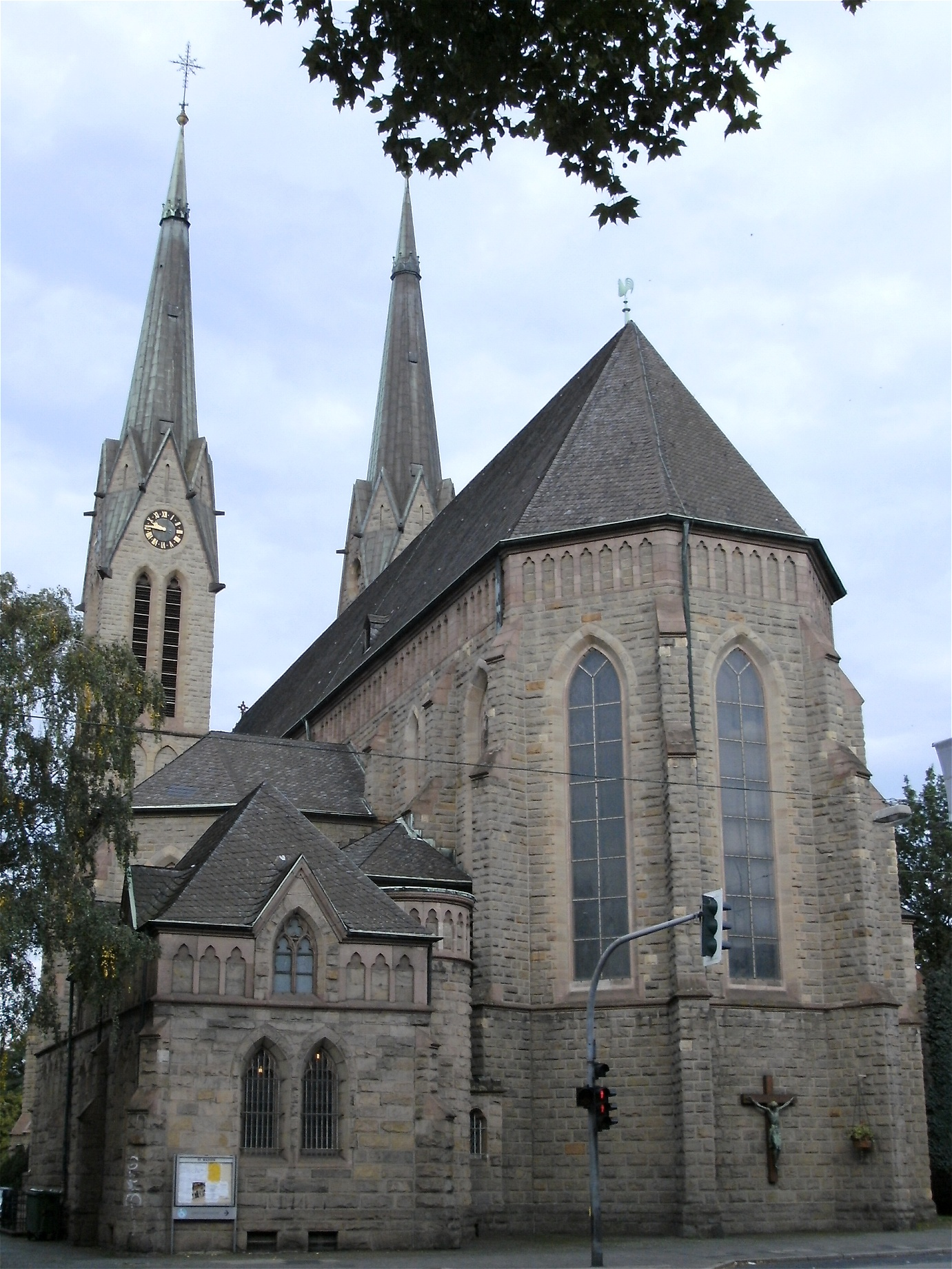
Marienkirche (Ostansicht)

Die Pfarrkirche St. Marien (gemäß dem Patrozinium eigentlich Kirche der Unbefleckten Empfängnis der Gottesmutter und Jungfrau Maria), kurz Marienkirche, ist eine neugotische Pfarrkirche im nach der Kirche benannten Stadtteil Marienviertel der Ruhrgebietsstadt Oberhausen. Sie gilt mit ihren zwei Türmen als eines der Wahrzeichen der Stadt.

## Lage
Die Marienkirche liegt im zentralen Oberhausener Stadtteil Marienviertel, zwischen Mülheimer Straße und Elsa-Brändström-Straße, umgeben von Pfarr- und Jugendheim, dem Katholischen St.-Josefs-Hospital sowie der katholischen Grundschule Marienschule. Die Adresse ist Elsa-Brändström-Straße 85.

## Geschichte

### Heidekirche
Das Gebiet der heutigen Innenstadt von Oberhausen war bis 1862 Teil von Lirich und der heute untergegangenen Bauerschaft Lippern, die zur Bürgermeisterei Borbeck gehörten. Daher wurden sie auch pfarramtlich von St. Dionysius aus versorgt. 1857 stellte die Köln-Mindener Eisenbahngesellschaft der Pfarrei ein Gelände zur Verfügung, auf dem am 13. Oktober die „Kirche der Unbefleckten Empfängnis der Gottesmutter und Jungfrau Maria“ geweiht wurde, die man aufgrund ihrer Lage in der Heide „Heidekirche“ nannte. Heute befindet sich dort die Agentur für Arbeit an der Mülheimer Straße. In der 1862 gegründeten Gemeinde (ab 1874 Stadt) Oberhausen war die Marienkirche lange Zeit die einzige Kirche und wurde 1888 auch als erste Kirche auf späterem Alt-Oberhausener Gebiet zum Sitz einer Pfarrgemeinde erhoben.

### Zweite Kirche
Durch den schnellen Zuwachs der Bevölkerung aufgrund der Industrialisierung wuchs auch die Katholikenzahl in Oberhausen. Nachdem die Styrumer Pfarre St. Joseph bereits 1889 eine weitere Kirche in Oberhausen (heute Herz Jesu am Altmarkt) errichtet hatte, beschloss man 1892 die viel zu kleine „Heidekirche“ aufzugeben und durch einen Neubau zu ersetzen. 1894 wurde die vom Kölner Dombaumeister Friedrich von Schmidt erbaute große Kirche ebenfalls mit dem Patrozinium der Unbefleckten Empfängnis der Gottesmutter und Jungfrau Maria versehen. Sie ist eine neugotische, dreischiffige Basilika nach dem Vorbild der Kathedrale von Florenz, die beiden Türme erreichen eine Höhe von 75 Metern.
Auch nach dem Bau der Marienkirche wuchs die Bevölkerung noch weiter an, so dass 1920 die Pfarrei St. Michael im Knappenviertel und in Bermensfeld als Tochterpfarrei gegründet wurde.

### Kriegszerstörungen
Die Marienkirche wurde am 27. April 1943 wie sieben weitere Kirchen der Stadt von alliierten Bombenangriffen schwer beschädigt und brannte komplett aus. Auch eine im Haus Union eingerichtete Notkirche wird Pfingsten 1943 zerstört.

### Seit 1945
Nach dem Krieg wurde die Kirche zügig wiederaufgebaut. Der Chorbereich wurde in den 1950er und 1960er Jahren durch Rudolf Schwarz umgebaut. 1958 wurden die Pfarreien Heilig Geist (Bermensfeld) und Heilige Familie (Lirich-Süd) von St. Marien abgeteilt. In den 1980er und 1990er Jahren versuchte man, die Wandmalereien aus Vorkriegszeiten wiederherzustellen, scheitert jedoch. So wurde die Kirche innen vollständig renoviert und wie ihr Vorbild, der Dom von Florenz, mit Naturfarben ausgemalt. 1986 wurde die siebte Orgel der Kirche eingeweiht.
2002 wurde die Pfarrkirche St. Michael wieder Filiale von St. Marien und ihr Pfarrbezirk St. Marien zugeschlagen. 
Im Zuge der Umstrukturierungen im Ruhrbistum wurden am 15. April 2007 die Pfarreien Heilig Geist (Bermensfeld), Heilige Familie (Lirich-Süd), St. Johannes Evangelist (Schlad), St. Katharina (Lirich), Zu Unserer Lieben Frau (Styrum) und St. Marien zur neuen Großpfarrei St. Marien zusammengefasst, deren Pfarrkirche St. Marien ist. Die Kirche Hl. Geist wurde dabei ebenfalls wieder dem Pfarrbezirk St. Marien zugeordnet, die dritte Tochterpfarrei Hl. Familie gehörte bereits seit 2000 zur Liricher Pfarrei (jetzt Pfarrbezirk) St. Katharina.
Die Pfarrgemeinde St. Marien hat heute 15.740 Mitglieder. Davon gehören 3.753 Katholiken zur Gemeinde St. Katharina, 3.429 Katholiken zur Gemeinde St. Johannes Evangelist, 1.955 Katholiken zur Gemeinde Zu Unserer Lieben Frau und 6.603 Katholiken zur Mariengemeinde selbst. Pfarrer an St. Marien ist seit 1999 Thomas Eisenmenger.

## Innenausstattung

### Orgel
Die Orgel der Marienkirche wurde im Jahr 1986 von der Orgelbauwerkstatt Klais aus Bonn gebaut. Die Disposition der 40 Register auf drei Manualen lehnt an die elsässische Orgelromantik an. 2846 Pfeifen verteilen sich auf Hauptwerk, Schwellwerk, Pedalwerk und Rückpositiv und werden von einem freistehenden Spieltisch mit mechanischer Traktur angesteuert.
| Hauptwerk | Schwellwerk | Rückpositiv | Pedal |
| --- | --- | --- | --- |
| Bourdon 16‘ Principal 8‘ Bifaria 8‘ Rohrflöte 8‘ Octave 4‘ Spitzflöte 4‘ Quinte 22/3‘ Super Octave 2‘ Cornet 5-fach Mixtur 4-fach Trompete 8‘ | Montre 8‘ Flûte 8‘ Gambe 8‘ Voix céleste 8‘ Praestant 4‘ Flaut travers 4‘ Octavin 2‘ Fourniture 5-fach Basson 16‘ Tromp. harm. 8‘ Hautbois 8‘ Clairon harm. 4‘ Tremulant | Praestant 8‘ Holzgedackt 8‘ Principal 4‘ Rohrflöte 4‘ Gemshorn 2‘ Quinte 11/3‘ Sesquialter 2-fach Scharff 4-fach Cromorne 8‘ Tremulant | Principal Bass 16‘ Subbass 16‘ Oktavbass 8‘ Bartpfeife 8‘ Tenor Octave 4‘ Hintersatz 4-fach Posaune 16‘ Trompete 8‘ |
| Koppeln 6 Kombinationen | | | |
| | | | |

### Altar
Zwei weiße Marmorblöcke formen den Altar, der Reliquien der Märtyrer Clemens und Felicitas beinhaltet, auf die auch eine Bronzeplastik von Toni Zenz vor dem Altar hinweist. Das Altarkreuz (ebenfalls von Toni Zenz) stellt Jesus am Baum des Lebens dar, an seiner Brust Maria als Sinnbild der Kirche. Die Wurzeln des Baums deuten auf den Altar und weisen so auf die Eucharistie hin.

### Seitenaltar
Die Gottesmutter mit Kind von Herbert Belau wurde aus einem einzigen runden Stück Holz geschnitzt.

### Tabernakel
Der Tabernakel (von Karl Schrage) ist mit 32 Ornamenten aus 260 Bergkristallen verziert, die Knospen darstellen. Die strauchartigen Verzweigungen um den Tabernakel herum (von Toni Zenz) erinnern an die Geschichte vom brennenden Dornbusch, in dem Gott gegenwärtig ist.

### Glocken
Die Glocken der Marienkirche wurden 1957 von Hans Georg Hermann Maria Hüesker von der Fa. Petit & Gebr. Edelbrock in Gescher gegossen.
Technische Daten der Glocken:
| Name             | Datierung/ Gussjahr | Inschrift Auf allen Glocken befindet sich die Jahreszahl 1957.                                                                                      | Ø (mm) | Masse (kg, ca.) | Schlagton (HT-1⁄16) |
| Regina Mundi     | 1957                | CHRISTI GEFÄHRTIN IN HERRLICHKEIT / DARUM KÖNIGIN DER WELT. (Bild: Maria Königin)                                                                   | 1338   | 1500            | dis1 -5             |
| Mater Ecclesiae  | 1957                | CHRISTI GEFÄHRTIN IM LEIDEN / DARUM MUTTER DER KIRCHE. (Bild der Madonna unter dem Kreuz)                                                           | 1117   | 850             | fis1 -5             |
| Ancilla Domini   | 1957                | GANZ GOTT ZU EIGEN / DARUM MAGD DES HERRN. | 981    | 550             | gis1 -4             |
| Virgo Immaculata | 1957                | VON CHRISTI KREUZ GEHEILIGT / DARUM MAKELLOS SCHÖNE (Bild der Immaculata mit Umschrift: SCHÖN BIST DU MARIA / IN DIR IST NICHT DER ERBSCHULD MAKEL) | 818    | 330             | h1 -4               |